# Mihail Sidorov
Mihail Sidorov (n. 1946) este un deputat moldovean în Parlamentul Republicii Moldova, ales în Legislatura 2005-2009 pe listele Partidului Comuniștilor.
S-a născut la 16 noiembrie 1946 la Bender. A absolvit dreptul la Universitatea de stat din Chișinău. A lucrat judecător, a deținut alte funcții publice în Moldova , dar și în rmn. Din 1994 a fost ales deputat din partea blocului „Unitatea Socialistă”, în 1998 a fost numit avocat parlamentar. În 2001 a fost reales în Parlament pe listele Alianței Braghiș, iar în martie 2005– reales din partea PCRM.